# Алапаевск
Алапаевск (на руски: Алапаевск) е град в Свердловска област, Русия. Населението на града към 1 януари 2018 година е 37 526 души.

## История
За пръв път селището е упоменато през 1639 година, през 1781 година получава статут на град.

## Географска характеристика
Градът е разположен по източния склон на Среден Урал, по брега на река Нейва. Намира се на 135 метра надморска височина, на 146 км североизточно от Екатеринбург и 1847 км от столицата Москва.